# Compsodon
Compsodon es un género extinto de sinápsidos no mamíferos.